# Městský Fotbalový Klub Vyškov
Il Městský Fotbalový Klub Vyškov, meglio noto come MFK Vyškov, è una società calcistica ceca con sede nella città di Vyškov, nella Moravia Meridionale.

## Denominazioni
La squadra ha assunto nel tempo diverse denominazioni:
- Dal 1921 al 1938: SK Vyškov
- Dal 1939 al 1949: Hanácký sportovní klub (meglio noto come HSK)
- Dal 1949 al 1953: Sokol Vyškov
- Dal 1953 al 1966: Slavoj Vyškov
- Dal 1966 al 1993: TJ Vyškov
- Dal 1993 al 2011: SK Rostex Vyškov
- Dal 1º gennaio 2012: MFK Vyškov

## Storia
Il Vyškov non è mai riuscito a militare nella 1. Liga ceca, tuttavia nella stagione 2020-21 della MSFL, una delle due terze divisioni ceche, si trovava al primo posto quando questa fu interrotta per via della pandemia di COVID-19. Così la Federcalcio ceca ha offerto al club la promozione in FNL, la seconda divisione, ed esso ha accettato.

## Cronistoria
| Cronistoria essenziale del MFK Vyškov |
| --- |
| - 1921 - Fondazione SK Vyškov. - 2007 - Terzo turno di Pohár FAČR. - 2012 - Il club cambia nome in MFK Vyškov. - 2021 - Promosso in FNL. |